# Wadshelf
Wadshelf – wieś w Anglii, w hrabstwie Derbyshire, w dystrykcie North East Derbyshire. Leży 35 km na północ od miasta Derby i 214 km na północny zachód od Londynu.